# 三浦清宏
三浦 清宏（みうら きよひろ、1930年9月10日 - ）は、日本の小説家、心霊研究者、元明治大学理工学部教授。

## 来歴・人物
北海道室蘭市に出生。東京大学文学部英文学科に進んだものの学生運動で休講続きの東大を嫌って21歳で中退し渡米、聴講を含めて3つの大学に通い、アメリカ・サンノゼ州立大学卒業後、アイオワ大学ポエトリー・ワークショップ修了。ヨーロッパを巡った後、1962年、31歳で帰国。1957－1958年、アイオワ時代に米国留学中の小島信夫と知り合い、帰国して半年小島と同居。
1967年から2001年まで、明治大学助教授、教授として英語を教える。1970年、『群像』に小説「立て、座れ、めしを食え、寝ろ」を発表する。1975年、「赤い帆」で第72回芥川龍之介賞候補。1988年、「長男の出家」で第98回芥川龍之介賞受賞。2006年、「海洞」で第24回日本文芸大賞受賞。
また、禅や心霊の研究に関心を持ち、1991年から1999年まで日本心霊科学協会の理事を務める。

## 作品リスト

### 小説
- 『長男の出家』
  - 長男の出家（『海燕』1987年9月号初出）
  - トンボ眼鏡（『季刊藝術』1975年秋号初出）
  - 黒い海水着（『20世紀文学・5』1966年10月初出）
    - 単行本 1988年2月20日、福武書店、ISBN 978-4828822563
    - 文庫版 1991年4月15日、福武文庫、ISBN 978-4828831947
- 『ポエトリ・アメリカ』
  - 青空のように気高く
  - ポエトリ・アメリカ
  - アメリカン・ブラザー
  - 立て、坐れ、めしを食え、寝ろ
  - 赤い帆（『群像』1974年11月号）
    - 単行本 1988年6月15日、講談社、ISBN 978-4062039277
- 『カリフォルニアの歌』
  - 地下室のアメリカ
  - カリフォルニアの歌
  - さよなら、カリフォニルア
    - 単行本 1989年8月15日、福武書店、ISBN 978-4828823096
- 『摩天楼のインディアン』
  - とうもろこし畑の詩人たち
  - 摩天楼のインディアン
    - 単行本 1991年9月17日、福武書店、ISBN 978-4828823973
- 『海洞　アフンルパロの物語』
関東大震災から戦後の復興まで、激動の昭和を生きた室蘭のある家族の栄枯盛衰の物語。アメリカ留学から帰国した主人公・清隆の精神的遍歴を壮大なスケールで描く長篇小説[1]。
2006年9月15日、文藝春秋、ISBN 978-4163252308

### エッセイ・心霊研究書
- 『イギリスの霧の中へ　心霊体験紀行』 南雲堂、1983年1月
中公文庫、1989年5月、ISBN 4122016126、ISBN 978-4122016125
祥伝社黄金文庫（祥伝社）、2022年11月、ISBN 978-4-396-31830-7
- 『宇宙の旅人』 創樹社、1988年6月
- 『文学修行　アメリカと私』 福武書店、1988年7月、ISBN 4828822712、ISBN 978-4828822716
- 『幽霊にさわられて　禅・心霊・文学』 南雲堂、1997年2月、ISBN 4523262764、ISBN 978-4523262763
- 『越境する感性 (明治大学公開文化講座)』共著：オエスト・ロベルト、マーク・ピーターセン、菅井幸雄
明治大学人文科学研究所、1999年7月、ISBN 4759909877、ISBN 978-4759909876
- 『近代スピリチュアリズムの歴史 心霊研究から超心理学へ』
講談社、2008年4月、ISBN 4062146754 、ISBN 978-4062146753
増補版・国書刊行会、2022年6月
- 『運命の謎 小島信夫と私』 水声社、2021年9月、ISBN 978-4801005921